# Clasificación de UEFA para la Copa Mundial de Fútbol Playa FIFA 2023
La Clasificación de UEFA para la Copa Mundial de Fútbol Playa FIFA 2023 fue el torneo de fútbol playa que se jugó en Europa para definir a cuatro clasificados a la Copa Mundial de Fútbol Playa FIFA 2024 a celebrarse en los Emiratos Árabes Unidos. El torneo se llevó a cabo en Azerbaiyán del 2 al 9 de julio de 2023.

## Participantes
- Azerbaiyán
- Bielorrusia
- Dinamarca
- Estonia
- Francia
- Alemania
- Grecia
- Italia
- Lituania
- Moldavia
- Polonia
- Portugal
- España
- Suiza
- Turquía
- Ucrania

## Primera ronda

### Grupo A
| Pos. | Equipo    | Pts. | PJ | G | W+ | WP | P | GF | GC | Dif. | Clasificación |
| ---- | --------- | ---- | -- | - | -- | -- | - | -- | -- | ---- | ------------- |
| 1    | Dinamarca | 6    | 2  | 2 | 0  | 0  | 0 | 10 | 2  | +8   | Segunda ronda |
| 2    | Grecia    | 3    | 2  | 1 | 0  | 0  | 1 | 7  | 4  | +3   | Segunda ronda |
| 3    | Noruega   | 0    | 2  | 0 | 0  | 0  | 2 | 2  | 13 | −11  |               |

 Fuente: BSWW
| 2 de julio de 2023 | Noruega | 1–7     | Dinamarca                                                      | Bakú, Azerbaiyán             |                              |
|                    | Li 29'  | Reporte | - Ryding 5' 17' - Madsen 16' - Damm 26', 27' 28' - Rædkjær 33' | Árbitro(s): Ingilab Mammadov | Árbitro(s): Ingilab Mammadov |

| 3 de julio de 2023 | Grecia        | 1–3     | Dinamarca                               | Baku, Azerbaiyán                       |                                        |
|                    | Tsitsaris 18' | Reporte | - Madsen 21' - Dorph 22' - Frandsen 28' | Árbitro(s): Francisco de Oses Bumedien | Árbitro(s): Francisco de Oses Bumedien |

| 4 de julio de 2023 | Noruega         | 1–6     | Grecia                                                                | Baku, Azerbaiyán        |                         |
|                    | K. Badivuku 18' | Reporte | - Skourtas 4' 25' - Mikelatos 9' 12' - Katsoulis 29' - Koukovinis 36' | Árbitro(s): Luca Romani | Árbitro(s): Luca Romani |

### Grupo B
| Pos. | Equipo          | Pts. | PJ | G | W+ | WP | P | GF | GC | Dif. | Clasificación |
| ---- | --------------- | ---- | -- | - | -- | -- | - | -- | -- | ---- | ------------- |
| 1    | Lituania        | 9    | 3  | 3 | 0  | 0  | 0 | 11 | 5  | +6   | Segunda ronda |
| 2    | República Checa | 6    | 3  | 2 | 0  | 0  | 1 | 9  | 6  | +3   |               |
| 3    | Suecia          | 3    | 3  | 1 | 0  | 0  | 2 | 9  | 10 | −1   |               |
| 4    | Malta           | 0    | 3  | 0 | 0  | 0  | 3 | 4  | 12 | −8   |               |

 Fuente: BSWW
| 2 de julio de 2023 | República Checa               | 3–1     | Suecia    | Baku, Azerbaiyán             |                              |
|                    | - Radosta 16' 29' - Huráb 23' | Reporte | Lavah 20' | Árbitro(s): Vladimir Tashkov | Árbitro(s): Vladimir Tashkov |

| 2 de julio de 2023 | Malta | 0–3     | Lituania                                          | Baku, Azerbaiyán                       |                                        |
|                    |       | Reporte | - Plytnikas 13' - Bartosevič 24' - Giedraitis 25' | Árbitro(s): Sergio Filipe Gomes Soares | Árbitro(s): Sergio Filipe Gomes Soares |

| 3 de julio de 2023 | República Checa                                      | 4–2     | Malta                          | Baku, Azerbaiyán                |                                 |
|                    | - Salak 3' - Radosta 5' - Pekárek 20' - Karpíšek 24' | Reporte | - Agius 3' - Radosta 8' (a.g.) | Árbitro(s): Murat Ergin Gozutok | Árbitro(s): Murat Ergin Gozutok |

| 3 de julio de 2023 | Lituania                                       | 5–3     | Suecia                                        | Baku, Azerbaiyán             |                              |
|                    | - Plytnikas 2' 12' 13' 23' - Makutunovičius 8' | Reporte | - Malmström 2' - Gustafsson 8' - Hjerpebo 29' | Árbitro(s): Ingilab Mammadov | Árbitro(s): Ingilab Mammadov |

| 4 de julio de 2023 | Suecia                                            | 5–2     | Malta                       | Baku, Azerbaiyán               |                                |
|                    | - Garcia 7' 33' - Gustafsson 11' - Palmén 25' 28' | Reporte | - D. Caruana 9' - Agius 13' | Árbitro(s): Eduards Borisevics | Árbitro(s): Eduards Borisevics |

| 4 de julio de 2023 | Lituania                               | 3–2     | República Checa               | Baku, Azerbaiyán             |                              |
|                    | - Makutunovičius 5' 23' - Navickas 11' | Reporte | - Trampota 34' - Trampota 36' | Árbitro(s): Lukasz Ostrowski | Árbitro(s): Lukasz Ostrowski |

### Grupo A
| Pos. | Equipo         | Pts. | PJ | G | W+ | WP | P | GF | GC | Dif. | Clasificación   |
| ---- | -------------- | ---- | -- | - | -- | -- | - | -- | -- | ---- | --------------- |
| 1    | Italia         | 9    | 3  | 3 | 0  | 0  | 0 | 9  | 4  | +5   | Fase final      |
| 2    | Moldavia       | 6    | 3  | 2 | 0  | 0  | 1 | 10 | 7  | +3   | Fase final      |
| 3    | Estonia        | 3    | 3  | 1 | 0  | 0  | 2 | 10 | 13 | −3   | Playoff 9°-12°  |
| 4    | Azerbaiyán (H) | 0    | 3  | 0 | 0  | 0  | 3 | 8  | 13 | −5   | Playoff 13°-16° |

 Fuente: BSWW
| 5 de julio de 2023 | Italia                                    | 3–1     | Estonia      | Baku, Azerbaiyán             |                              |
|                    | - Zurlo 14' - Casapieri 15' - Sciacca 31' | Reporte | Munskind 14' | Árbitro(s): Lukasz Ostrowski | Árbitro(s): Lukasz Ostrowski |

| 5 de julio de 2023 | Azerbaiyán               | 2–3     | Moldavia                          | Baku, Azerbaiyán            |                             |
|                    | - Elchin 8' - Kamran 33' | Reporte | - Turta 4' - Ignat 8' - Graur 28' | Árbitro(s): Vitalij Gomolko | Árbitro(s): Vitalij Gomolko |

| 6 de julio de 2023 | Italia                                      | 3–1     | Moldavia     | Baku, Azerbaiyán         |                          |
|                    | - Fazzini 11' - Bertacca 22' - Genovali 36' | Reporte | Schițenco 2' | Árbitro(s): Mehdi Sayoud | Árbitro(s): Mehdi Sayoud |

| 6 de julio de 2023 | Azerbaiyán                                     | 4–7     | Estonia                                                             | Baku, Azerbaiyán           |                            |
|                    | - F. Huseynov 4' - Orkhan 11' - Elshad 21' 31' | Reporte | - Rump 3' 15' 21' - Mäeorg 4' - Lepik 9' - Marmor 14' - Nõmmiko 27' | Árbitro(s): Malte Gerhardt | Árbitro(s): Malte Gerhardt |

| 7 de julio de 2023 | Estonia                 | 2–6     | Moldavia                                                              | Baku, Azerbaiyán                       |                                        |
|                    | - Lepik 6' - Marmor 23' | Reporte | - Sîrghi 6' 35' - Istrati 13' - Podlesnov 21' - Graur 23' - Turta 29' | Árbitro(s): Sergio Filipe Gomes Soares | Árbitro(s): Sergio Filipe Gomes Soares |

| 7 de julio de 2023 | Azerbaiyán                      | 2–3     | Italia                              | Baku, Azerbaiyán               |                                |
|                    | - Ramil 11' - Miceli 17' (a.g.) | Reporte | - Miceli 4' - Remedi 9' - Zurlo 18' | Árbitro(s): Eduards Borisevics | Árbitro(s): Eduards Borisevics |

### Grupo B
| Pos. | Equipo   | Pts. | PJ | G | W+ | WP | P | GF | GC | Dif. | Clasificación   |
| ---- | -------- | ---- | -- | - | -- | -- | - | -- | -- | ---- | --------------- |
| 1    | Ucrania  | 8    | 3  | 2 | 1  | 0  | 0 | 11 | 6  | +5   | Fase final      |
| 2    | España   | 6    | 3  | 2 | 0  | 0  | 1 | 14 | 8  | +6   | Fase final      |
| 3    | Polonia  | 3    | 3  | 1 | 0  | 0  | 2 | 7  | 8  | −1   | Playoff 9°-12°  |
| 4    | Lituania | 0    | 3  | 0 | 0  | 0  | 3 | 4  | 14 | −10  | Playoff 13°-16° |

 Fuente: BSWW
| 5 de julio de 2023 | Polonia                        | 3–1     | Lituania           | Baku, Azerbaiyán             |                              |
|                    | - Gac 14' - Gruszewski 21' 35' | Reporte | Makutunovičius 15' | Árbitro(s): Ingilab Mammadov | Árbitro(s): Ingilab Mammadov |

| 5 de julio de 2023 | España                   | 3–4 (t. s.) | Ucrania                                          | Baku, Azerbaiyán              |                               |
|                    | - David 5' 9' - Dona 11' | Reporte     | - Guisado 2' (a.g.) - Nerush 4' - Voitok 18' 37' | Árbitro(s): Saverio Bottalico | Árbitro(s): Saverio Bottalico |

| 6 de julio de 2023 | Ucrania                                         | 3–2     | Polonia             | Baku, Azerbaiyán        |                         |
|                    | - Levchenko 9' - A. Borsuk 21' - Zborovskyi 34' | Reporte | - Los 17' - Gac 25' | Árbitro(s): Csaba Baghy | Árbitro(s): Csaba Baghy |

| 6 de julio de 2023 | España                                                                                  | 7–2     | Lituania                           | Baku, Azerbaiyán             |                              |
|                    | - Pedro 3' - Plytnikas 16' (a.g.) - David 17' - Antonio 18' - Arias 21' - Batis 29' 34' | Reporte | - Navickas 2' - Makutunovičius 20' | Árbitro(s): Vladimir Tashkov | Árbitro(s): Vladimir Tashkov |

| 7 de julio de 2023 | Ucrania                                                      | 4–1     | Lituania      | Baku, Azerbaiyán             |                              |
|                    | - Pashko 1' - Zavorotnyi 4' - Zborovskyi 16' - A. Borsuk 18' | Reporte | Giedraitis 6' | Árbitro(s): Ozcan Sultanoglu | Árbitro(s): Ozcan Sultanoglu |

| 7 de julio de 2023 | España                           | 4–2     | Polonia                            | Baku, Azerbaiyán           |                            |
|                    | - Chicky 12' 19' 23' - Pedro 21' | Reporte | - Oliver 5' (a.g.) - Brochocki 20' | Árbitro(s): Malte Gerhardt | Árbitro(s): Malte Gerhardt |

### Grupo C
| Pos. | Equipo   | Pts. | PJ | G | W+ | WP | P | GF | GC | Dif. | Clasificación   |
| ---- | -------- | ---- | -- | - | -- | -- | - | -- | -- | ---- | --------------- |
| 1    | Portugal | 9    | 3  | 3 | 0  | 0  | 0 | 20 | 10 | +10  | Fase final      |
| 2    | Francia  | 6    | 3  | 2 | 0  | 0  | 1 | 13 | 13 | 0    | Fase final      |
| 3    | Alemania | 3    | 3  | 1 | 0  | 0  | 2 | 17 | 15 | +2   | Playoff 9°-12°  |
| 4    | Grecia   | 0    | 3  | 0 | 0  | 0  | 3 | 6  | 18 | −12  | Playoff 13°-16° |

 Fuente: BSWW
| 5 de julio de 2023 | Francia                                      | 5–3     | Grecia                                              | Baku, Azerbaiyán                       |                                        |
|                    | - Bru 5' - Angeletti 8' 17' 23' - Varrel 32' | Reporte | - Skourtas 9' - Triantafyllidis 10' - Mikelatos 22' | Árbitro(s): Francisco de Oses Bumedien | Árbitro(s): Francisco de Oses Bumedien |

| 5 de julio de 2023 | Portugal                                                                                              | 8–6     | Alemania                                                           | Baku, Azerbaiyán             |                              |
|                    | - Torres 12' - R. Brilhante 18' 19' - Léo Martins 27' 36' - Coimbra 28' - Jordan 34' - M. Pintado 34' | Reporte | - Olli 9' 36' - Lüth 14' - Peterson 23' - Biermann 24' - Petry 31' | Árbitro(s): Ozcan Sultanoglu | Árbitro(s): Ozcan Sultanoglu |

| 6 de julio de 2023 | Alemania                                                                 | 8–2     | Grecia                                | Baku, Azerbaiyán            |                             |
|                    | - Biermann 2' 7' 14' 26' - Olli 18', 25' - Engelhardt 20' - Peterson 35' | Reporte | - Biermann 14' (a.g.) - Karakasis 22' | Árbitro(s): Vitalij Gomolko | Árbitro(s): Vitalij Gomolko |

| 6 de julio de 2023 | Portugal                                                                                       | 7–3     | Francia                    | Baku, Azerbaiyán        |                         |
|                    | - Fayos 4' (a.g.) - Jordan 10' - Andrade 19' - Coimbra 22' 36' - M. Pintado 24' - Bernardo 25' | Reporte | - Bru 5' 17' - Barbotti 9' | Árbitro(s): Luca Romani | Árbitro(s): Luca Romani |

| 7 de julio de 2023 | Alemania                            | 3–5     | Francia                                          | Baku, Azerbaiyán             |                              |
|                    | - Biermann 4' - Lüth 12' - Olli 35' | Reporte | - Barbotti 10' 24' - Varrel 12' 28' - Segura 32' | Árbitro(s): Lukasz Ostrowski | Árbitro(s): Lukasz Ostrowski |

| 7 de julio de 2023 | Portugal                                                         | 5–1     | Grecia        | Baku, Azerbaiyán         |                          |
|                    | - B. Martins 17' 20' - Jordan 20' - R. Pinhal 27' - Bernardo 34' | Reporte | Tsitsaris 30' | Árbitro(s): Ago Kärtmann | Árbitro(s): Ago Kärtmann |

### Grupo D
| Pos. | Equipo      | Pts. | PJ | G | W+ | WP | P | GF | GC | Dif. |                 |
| ---- | ----------- | ---- | -- | - | -- | -- | - | -- | -- | ---- | --------------- |
| 1    | Bielorrusia | 9    | 3  | 3 | 0  | 0  | 0 | 27 | 10 | +17  | Fase final      |
| 2    | Dinamarca   | 6    | 3  | 2 | 0  | 0  | 1 | 12 | 14 | −2   | Fase final      |
| 3    | Turquía     | 3    | 3  | 1 | 0  | 0  | 2 | 9  | 19 | −10  | Playoff 9°-12°  |
| 4    | Suiza       | 0    | 3  | 0 | 0  | 0  | 3 | 10 | 15 | −5   | Playoff 13°-16° |

 Fuente: BSWW
| 5 de julio de 2023 | Bielorrusia | 10–2    | Turquía                        | Baku, Azerbaiyán                       |                                        |
|                    | - Recep 5' (a.g.) - Hardzetski 9' 13' - Ustsinovich 17' - Bryshtsel 17' 23' - Hapon 22' - Bokach 33' 35' - Piatrouski 33' | Reporte | - Mehmet 25' - Efe Lorenzo 28' | Árbitro(s): Sergio Filipe Gomes Soares | Árbitro(s): Sergio Filipe Gomes Soares |

| 5 de julio de 2023 | Dinamarca                       | 3–2     | Suiza                                | Baku, Azerbaiyán             |                              |
|                    | - Madsen 29' 31' - Frandsen 32' | Reporte | - Frandsen 5' (a.g.) - Stankovic 12' | Árbitro(s): Vladimir Tashkov | Árbitro(s): Vladimir Tashkov |

| 6 de julio de 2023 | Bielorrusia                                                                       | 8–2     | Dinamarca               | Baku, Azerbaiyán          |                           |
|                    | - Hapon 2' 21' 33' 35' - Drozd 8' - Novikau 19' - Staskevich 21' - Piatrouski 23' | Reporte | - Frandsen 6' - Damm 8' | Árbitro(s): Nail Naghiyev | Árbitro(s): Nail Naghiyev |

| 6 de julio de 2023 | Suiza         | 2–3     | Turquía                          | Baku, Azerbaiyán         |                          |
|                    | Hodel 10' 23' | Reporte | - Cem Keskin 6' 32' - Volkan 31' | Árbitro(s): Ago Kärtmann | Árbitro(s): Ago Kärtmann |

| 7 de julio de 2023 | Turquía                            | 4–7     | Dinamarca                                                        | Baku, Azerbaiyán              |                               |
|                    | - Mehmet 2' - Cem Keskin 3' 6' 15' | Reporte | - Wegeberg 5' - Damm 7' 9' - Madsen 7' - Rædkjær 10' - Dorph 11' | Árbitro(s): Saverio Bottalico | Árbitro(s): Saverio Bottalico |

| 7 de julio de 2023 | Suiza                                                                           | 6–9     | Bielorrusia                                                                                             | Baku, Azerbaiyán                       |                                        |
|                    | - Kessler 9' - Rüttimann 12' - Ott 14' 16' - Steinemann 23' - Bokach 23' (a.g.) | Reporte | - Mahaletski 15' - Bokach 19' - Ryabko 23' 32' - Bryshtsel 25' 35' - Kanstantsinau 29' - Hardzetski 35' | Árbitro(s): Francisco de Oses Bumedien | Árbitro(s): Francisco de Oses Bumedien |

## Playoff 13°-16°

### Semifinales
| 8-7-2023 | Suiza                                                          | 6–5 (t. s.) | Grecia                                                                              | Baku, Azerbaiyán             |                              |
|          | - Steinemann 7' 14' - Caldas 10' - Spacca 18' 21' - Eliott 39' | Reporte     | - Karakasis 7' - Triantafyllidis 9' - Katsoulis 10' - Tsitsaris 14' - Lympousis 24' | Árbitro(s): Lukasz Ostrowski | Árbitro(s): Lukasz Ostrowski |

| 8-7-2023 | Azerbaiyán                           | 3–2     | Lituania               | Baku, Azerbaiyán              |                               |
|          | - Orkhan 3' - Ramil 15' - Elshad 34' | Reporte | Makutunovičius 35' 36' | Árbitro(s): Saverio Bottalico | Árbitro(s): Saverio Bottalico |

### 15° Lugar
| 9-7-2023 | Lituania                                   | 4–4 (t. s.)(6–5 p.) | Grecia                                                         | Baku, Azerbaiyán             |                              |
|          | - Navickas 4' 20' 24' - Makutunovičius 32' | Reporte             | - Mikelatos 3' - Tsiakalos 6' - Koukovinis 27' - Paloumpis 29' | Árbitro(s): Ozcan Sultanoglu | Árbitro(s): Ozcan Sultanoglu |

### 13° Lugar
| 9-7-2023 | Suiza                                     | 6–6 (t. s.)(4–5 p.) | Visita                                                   | Baku, Azerbaiyán         |                          |
|          | - Ott 4' 21' 22' 30' 36' - Steinemann 10' | Reporte             | - Elshad 1' 19' - Jomard 8' - Ramil 17' 27' - Orkhan 32' | Árbitro(s): Ago Kärtmann | Árbitro(s): Ago Kärtmann |

## Playoff 9°-12°

### Semifinales
| 8-7-2023 | Alemania                         | 4–4 (t. s.)(4–5 p.) | Turquía                                 | Baku, Azerbaiyán                       |                                        |
|          | - Olli 18' 30' - Widmann 21' 34' | Reporte             | - Yasin 6' - Emrah 16' 32' - İsmail 28' | Árbitro(s): Sergio Filipe Gomes Soares | Árbitro(s): Sergio Filipe Gomes Soares |

| 8-7-2023 | Estonia                                                          | 5–4 (t. s.) | Polonia                                            | Baku, Azerbaiyán        |                         |
|          | - Er. Stüf 2' - Lepik 7' - Rump 11' - Anissimov 29' - Marmor 39' | Reporte     | - Popławski 2' - Lisowski 4' - Jesionowski 33' 35' | Árbitro(s): Luca Romani | Árbitro(s): Luca Romani |

### 11° Lugar
| 9-7-2023 | Polonia                                                                                     | 8–6     | Alemania                                                  | Baku, Azerbaiyán                       |                                        |
|          | - Jesionowski 10' - Witkowski 15' 23' 32' - Gac 18' - Bistuła 19' - Ziober 20' - Kłopeć 25' | Reporte | - Olli 4' 7' 8' - Widmann 17' - Engelhardt 26' - Lüth 34' | Árbitro(s): Francisco de Oses Bumedien | Árbitro(s): Francisco de Oses Bumedien |

### 9° Lugar
| 9-7-2023 | Turquía                          | 3–3 (t. s.)(4–3 p.) | Estonia                     | Baku, Azerbaiyán               |                                |
|          | - Nõmmiko 3' (a.g.) - Serkan 14' | Reporte             | - Marmor 3' - Lepik 11' 34' | Árbitro(s): Eduards Borisevics | Árbitro(s): Eduards Borisevics |

## Fase Final
Los ganadores clasificaron a la Copa Mundial de Fútbol Playa FIFA 2024.
| 9-7-2023 | Bielorrusia                       | 3–1     | Francia | Baku, Azerbaiyán              |                               |
|          | - Bryshtsel 14' 18' - Novikau 35' | Reporte | Bru 2'  | Árbitro(s): Saverio Bottalico | Árbitro(s): Saverio Bottalico |

| 9-7-2023 | Portugal                                                                          | 8–3     | Dinamarca                              | Baku, Azerbaiyán        |                         |
|          | - Jordan 3' - Coimbra 4' 24' - Léo Martins 13' 23' 27' - Pinhal 19' - Martins 28' | Reporte | - Frandsen 3' - Damm 14' - Rædkjær 17' | Árbitro(s): Luca Romani | Árbitro(s): Luca Romani |

| 9-7-2023 | Ucrania                                                                   | 5–2     | Moldavia                   | Baku, Azerbaiyán             |                              |
|          | - Zborovskyi 2' - Poslavskyi 22' - Pashko 25' - Voitenko 27' - Nerush 29' | Reporte | - Podlesnov 5' - Graur 23' | Árbitro(s): Lukasz Ostrowski | Árbitro(s): Lukasz Ostrowski |

| 9-7-2023 | Italia                                     | 4–3 (t. s.) | España                                 | Baku, Azerbaiyán                       |                                        |
|          | - Bertacca 1' - Remedi 11' 16' - Zurlo 39' | Reporte     | - David 18' - Chicky 28' - Guisado 32' | Árbitro(s): Sergio Filipe Gomes Soares | Árbitro(s): Sergio Filipe Gomes Soares |

## Clasificados
| País        | Apariciones previas1 Solamente torneos FIFA (desde 2005)        |
| ----------- | --------------------------------------------------------------- |
| Bielorrusia | 2 (2019, 2021)                                                  |
| Portugal    | 10 (2005, 2006, 2007, 2008, 2009, 2011, 2015, 2017, 2019, 2021) |
| Ucrania2    | 3 (2005, 2011, 2013)                                            |
| Italia      | 8 (2006, 2007, 2008, 2009, 2011, 2015, 2017, 2019)              |
| España2     | 8 (2005, 2006, 2007, 2008, 2009, 2013, 2015, 2021)              |

1 Negrita indica cuando fue campeón. Cursiva indica cuando fue anfitrión.
2 Ucrania originalmente clasificó. Sin embargo, el 27 de septiembre de 2023 en un anuncio hecho por el Ministerio de Juventud y Deportes de Ucrania anunciaron que su equipo no participaría en el torneo como protesta a la participación de Bielorrusia, país que está involucrado en la invasión rusa de Ucrania. Ucrania también había logrado la clasificación al mundial anterior, pero fue boicoteado por tener como sede a Rusia. Terminó siendo reemplazado por España, quien terminó en quinto lugar en la eliminatoria, además de entrar como mejor perdedor.